# Honor Society
Honor Society – amerykański zespół poprockowy, założony w 2004 roku. Ich debiutancki album Fashionably Late wydany został 15 sierpnia 2009. Album ten zadebiutował na 18. miejscu na liście Billboard 200.